# Torneo Regional 1985-86
El Torneo Regional 1985/86 fue la vigésima edición de este campeonato oficial organizado por la Asociación del Fútbol Argentino a través del Consejo Federal, con la salvedad de que fue especial y de carácter único, diferente a sus ediciones anteriores, dado que el mismo fue considerado un torneo "paralelo" al de Primera División para los equipos indirectamente afiliados, además de que no otorgaba clasificación a los Torneos Nacionales, los cuales habían dejado de disputarse debido a la restructuración que llevó adelante la AFA en el ámbito del fútbol nacional durante el año 1985. Esta fue la única edición de este torneo en la que hubo un título oficial de campeón en juego.
En este campeonato, los 6 clubes semifinalistas clasificaron a la liguilla pre-Libertadores, y los 2 equipos finalistas jugaron la final, en partidos de ida y vuelta, para definir el título de campeón. Originalmente se iba a dar un cupo directo a la Copa Libertadores 1986, enfrentando en un partido definitorio al campeón del Campeonato de Primera División 1985-86 (River Plate) con el campeón del Torneo Regional 1985-86 (Belgrano). Pero la AFA, a través de su presidente Julio Humberto Grondona, dio marcha atrás, cambiando el reglamento y decidiendo que los clubes semifinalistas del regional clasificaran a una liguilla pre-Libertadores junto con los equipos clasificados del Torneo de Primera División.
Comenzó el 27 de octubre de 1985 y finalizó el 20 de abril de 1986 con la definición del campeonato, dónde consagró campeón por primera vez al Club Atlético Belgrano tras vencer en el partido de vuelta de la final al Club Olimpo de Bahía Blanca, que se llevó a cabo en el Estadio Julio César Villagra, en la ciudad de Córdoba.
Se destaca también el debut de un equipo de Tierra del Fuego en un certamen de AFA.

## Incorporados y relegados
| Pos. | Clasificados del Regional 1985 |
| ---- | ------------------------------ |

| Relegados del Nacional 1985 |
| --------------------------- |

| Incorporados de las ligas regionales                      |
| --------------------------------------------------------- |
| Equipos ganadores de las plazas de sus ligas respectivas. |

## Equipos participantes
En la temporada 1985-86 se produjo una nueva reestructuración, que involucró al fútbol del interior de la Argentina, organizado por el Consejo Federal, dependiente de la AFA, lo que motivó una masiva participación de equipos de las provincias. El país fue dividido en seis zonas (noreste, noroeste, centro, oeste, este y sur) y participaron 106 equipos de todo el país, excepto los equipos que participaban en los torneos para directamente afiliados a la AFA (Primera División, Primera B, etc). 
Aquí se muestra cada zona con sus respectivas provincias:
- NORESTE: Chaco, Misiones, Corrientes y Formosa.

- NOROESTE: Jujuy, Salta y Tucumán.

- CENTRO: Córdoba, Santa Fe y Entre Ríos.

- OESTE: Mendoza, San Juan, La Rioja, Catamarca y Santiago del Estero.

- ESTE: Provincia de Buenos Aires únicamente.

- SUR: San Luis, Chubut, La Pampa, Santa Cruz, Tierra del Fuego, Río Negro y Neuquén.

## Equipos clasificados a la liguilla pre-Libertadores
Luego de que se jugara la segunda fase del torneo regional; en donde habían quedado 24 equipos clasificados, divididos en 6 grupos de 4 equipos cada uno, y donde se jugaron partidos de ida y vuelta entre los 4 equipos de cada grupo; los 6 ganadores de cada zona o grupo clasificaron a la tercera fase del mismo, además de clasificar a la liguilla Pre-Libertadores 1985/86. Los equipos clasificados fueron: A la primera fase de la liguilla, Guaraní Antonio Franco, Alianza de Cutral Có, Concepción FC, Atlético Güemes. Los dos equipos finalistas del Campeonato Regional clasificaron directamente a la segunda fase de la liguilla, Belgrano de Córdoba (Campeón) y Olimpo de Bahía Blanca (Subcampeón).

## Primera fase

### Zona Noreste

#### Grupo A
| Ronda 1 [Oct 27, 1985] Guaraní (Paso de los Libres) 1-1 A.P.I.N.T.A (Mercedes) Benjamín Matienzo (Goya) 1-4 Mandiyú (Corrientes) San Lorenzo (Monte Caseros) Libre Ronda 2 [Nov 3] Mandiyú (Corrientes) 4-0 Guaraní (Paso de los Libres) A.P.I.N.T.A (Mercedes) 3-0 San Lorenzo (Monte Caseros) Benjamín Matienzo (Goya) Libre Ronda 3 [Nov 10] San Lorenzo (Monte Caseros) 1-3 Mandiyú (Corrientes) Guaraní (Paso de los Libres) 2-1 Benjamín Matienzo (Goya) A.P.I.N.T.A (Mercedes) Libre Ronda 4 [Nov 17] Mandiyú (Corrientes) 3-1 A.P.I.N.T.A (Mercedes) Benjamín Matienzo (Goya) 0-1 San Lorenzo (Monte Caseros) Guaraní (Paso de los Libres) Libre Ronda 5 [Nov 24] A.P.I.N.T.A (Mercedes) 1-0 Benjamín Matienzo (Goya) San Lorenzo (Monte Caseros) 0-1 Guaraní (Paso de los Libres) Mandiyú (Corrientes) Libre | Ronda 6 [Dic 1] A.P.I.N.T.A (Mercedes) 4-0 Guaraní (Paso de los Libres) Mandiyú (Corrientes) 4-1 Benjamín Matienzo (Goya) San Lorenzo (Monte Caseros) Libre Ronda 7 [Dic 8] Guaraní (Paso de los Libres) 0-0 Mandiyú (Corrientes) San Lorenzo (Monte Caseros) 2-0 A.P.I.N.T.A (Mercedes), Benjamín Matienzo (Goya) Libre Ronda 8 [Dic 15] Mandiyú (Corrientes) 3-0 San Lorenzo (Monte Caseros) Benjamín Matienzo (Goya) 4-2 Guaraní (Paso de los Libres) A.P.I.N.T.A (Mercedes) Libre Ronda 9 [Dic 22] A.P.I.N.T.A (Mercedes) 1-0 Mandiyú (Corrientes) San Lorenzo (Monte Caseros) 4-2 Benjamín Matienzo (Goya), Guaraní (Paso de los Libres) Libre Ronda 10 [Dic 29] Benjamín Matienzo (Goya) 0-1 A.P.I.N.T.A (Mercedes) Guaraní (Paso de los Libres) 0-1 San Lorenzo (Monte Caseros) Mandiyú (Corrientes) Libre |

| Tabla de Posiciones Grupo A  |    |    |    |    |    |    |     |     |
| Equipo                       | PJ | PG | PE | PP | PF | GC | Dif | Pts |
| Mandiyú (Corrientes)         | 8  | 6  | 1  | 1  | 21 | 5  | 16  | 13  |
| A.P.I.N.T.A. (Mercedes)      | 8  | 5  | 1  | 2  | 11 | 5  | 6   | 11  |
| San Lorenzo (Monte Caseros)  | 8  | 4  | 0  | 4  | 9  | 12 | -3  | 8   |
| Guaraní (Paso de los Libres) | 8  | 2  | 2  | 4  | 5  | 14 | -9  | 6   |
| Benjamín Matienzo (Goya)     | 8  | 1  | 0  | 7  | 9  | 19 | -10 | 2   |

| Clasificado a la siguiente fase |

#### Grupo B
| Ronda 1 [Nov 17, 1985] Villa Alvear (Resistencia) 3-0 Sportivo (Roque Saenz Peña) Libertad (Charata) 2-0 Unión Progresista (Villa Angela) Ronda 2 [Nov 24] Unión Progresista (V.Angela) 2-1 Villa Alvear (Resistencia) Sportivo (Roque Saenz Peña) 1-3 Libertad (Charata) Ronda 3 [Dic 1] Villa Alvear (Resistencia) 2-0 Libertad (Charata) Unión Progresista (V.Angela) 1-0 Sportivo (Roque Saenz Peña) | Ronda 4 [Dic 8] Sportivo (Roque Saenz Peña) 0-2 Villa Alvear (Resistencia) Unión Progresista (V.Angela) 2-2 Libertad (Charata) Ronda 5 [Dic 15] Villa Alvear (Resistencia) 2-0 Unión Progresista (Villa Angela) Libertad (Charata) 5-1 Sportivo (Roque Saenz Peña) Ronda 6 [Dic 22] Libertad (Charata) 3-0 Villa Alvear (Resistencia) Sportivo (Roque Saenz Peña) 5-2 Unión Progresista (Villa Angela) |

| Tabla de Posiciones Grupo B      |    |    |    |    |    |    |     |     |
| Equipo                           | PJ | PG | PE | PP | PF | GC | Dif | Pts |
| Libertad (Charata)               | 6  | 4  | 1  | 1  | 15 | 6  | 9   | 9   |
| Villa Alvear (Resistencia)       | 6  | 4  | 0  | 2  | 10 | 5  | 5   | 8   |
| Unión Progresista (Villa Angela) | 6  | 2  | 1  | 3  | 7  | 12 | -5  | 5   |
| Sportivo (Roque Saenz Peña)      | 6  | 1  | 0  | 5  | 7  | 16 | -9  | 2   |

| Clasificado a la siguiente fase |

#### Grupo C
| Ronda 1 [Nov 17, 1985] Guaraní A.Franco (Posadas) 0-1 Olimpia (Oberá) Estrella del Norte (El Dorado) Libre Ronda 2 [Nov 24] Estrella del Norte (El Dorado) 2-4 Guaraní A.Franco (Posadas) Olimpia (Oberá) Libre Ronda 3 [Dic 1] Olimpia (Oberá) 3-0 Estrella del Norte (El Dorado) Guaraní A.Franco (Posadas) Libre | Ronda 4 [Dic 8] Olimpia (Oberá) 0-3 Guaraní A.Franco (Posadas) Estrella del Norte (El Dorado) Libre Ronda 5 [Dic 15] Guaraní A.Franco (Posadas) 8-1 Estrella del Norte (El Dorado) Olimpia (Oberá) Libre Ronda 6 [Dic 22] Estrella del Norte (El Dorado) 1-2 Olimpia (Oberá) Guaraní A.Franco (Posadas) Libre Playoff desempate [Dic 29] (en Bartolomé Mitre, Posadas) Guaraní A.Franco (Posadas) 3-0 Olimpia (Oberá) |

| Tabla de Posiciones Grupo C   |    |    |    |    |    |    |     |     |
| Equipo                        | PJ | PG | PE | PP | PF | GC | Dif | Pts |
| Guaraní A.Franco (Posadas)    | 6  | 3  | 0  | 1  | 15 | 4  | 11  | 6   |
| Olimpia (Oberá)               | 6  | 3  | 0  | 1  | 6  | 4  | 2   | 6   |
| Estrella del Norte (Eldorado) | 6  | 0  | 0  | 4  | 4  | 17 | -13 | 0   |

| Clasificado a la siguiente fase |

#### Grupo D
| Ronda 1 [Dic 8, 1985] Argentinos del Norte (Clorinda) 0-0 Vialidad Provincial (Formosa) | Ronda 2 [Dic 15, 1985]] Vialidad Provincial (Formosa)[4]0-0[5] Argentinos del Norte (Clorinda) |

| Tabla de Posiciones Grupo D     |    |    |    |    |    |    |     |     |
| Equipo                          | PJ | PG | PE | PP | PF | GC | Dif | Pts |
| Argentinos del Norte (Clorinda) | 2  | 0  | 2  | 0  | 0  | 0  | 0   | 2   |
| Vialidad Provincial (Formosa)   | 2  | 0  | 2  | 0  | 0  | 0  | 0   | 2   |

| Clasificado a la siguiente fase |

### Zona Noroeste

#### Grupo A
| Ronda 1 [Nov 10, 1985] Gimnasia y Esgrima (Jujuy) 1-1 Altos Hornos Zapla (Palpalá) Santa Rosa (El Carmen) 1-2 Atlético Ledesma (Libertador Gral. San Martín) Ronda 2 [Nov 17, 1985] Altos Hornos Zapla (Palpalá) 8-0 Santa Rosa (El Carmen). Atlético Ledesma (LGSM) 1-1 Gimnasia y Esgrima (Jujuy) Ronda 3 [Nov 24, 1985] Santa Rosa (El Carmen) 1-3 Gimnasia y Esgrima (Jujuy) Altos Hornos Zapla (Palpalá) 3-1 Atlético Ledesma (Libertador Gral. San Martín) | Ronda 4 [Dic 1, 1985] Altos Hornos Zapla (Palpalá) 0-1 Gimnasia y Esgrima (Jujuy) Atlético Ledesma (LGSM) 7-0 Santa Rosa (El Carmen) Ronda 5 [Dic 8, 1985] Santa Rosa (El Carmen) 2-3 Altos Hornos Zapla (Palpalá) Gimnasia y Esgrima (Jujuy) 3-0 Atlético Ledesma (Libertador Gral. San Martín) Ronda 6 [Dic 15, 1985] Gimnasia y Esgrima (Jujuy) 6-2 Santa Rosa (El Carmen) Atlético Ledesma (LGSM) 1-1 Altos Hornos Zapla (Palpalá) |

| Tabla de Posiciones Grupo A           |    |    |    |    |    |    |     |     |
| Equipo                                | PJ | PG | PE | PP | PF | GC | Dif | Pts |
| Gimnasia y Esgrima (Jujuy)            | 6  | 4  | 2  | 0  | 15 | 5  | 10  | 10  |
| Altos Hornos Zapla (Palpalá)          | 6  | 3  | 2  | 1  | 16 | 6  | 10  | 8   |
| Atlético Ledesma (General San Martín) | 6  | 2  | 2  | 2  | 12 | 9  | 3   | 6   |
| Santa Rosa (El Carmen)                | 6  | 0  | 0  | 6  | 6  | 29 | -23 | 0   |

| Clasificado a la siguiente fase |

#### Grupo B
| Ronda 1 [Nov 10, 1985] Juventud Antoniana (Salta) 1-1 Central Norte (Salta) Libertad (Metán) 0-2 Hispano Argentino (Rosario de la Frontera) Independiente (H.Yrigoyen) Libre Ronda 2 [Nov 17, 1985] Hispano Argentino (RdlF) 1-1 Juventud Antoniana (Salta) Central Norte (Salta) 2-0 Independiente (Hipólito Yrigoyen) Libertad (Metán) Libre Ronda 3 [Nov 20, 1985] Independiente (H.Yrigoyen) 1-1 Hispano Argentino (Rosario de la Frontera) Juventud Antoniana (Salta) 4-0 Libertad (Metán) Central Norte (Salta) Libre Ronda 4 [Nov 24, 1985] Libertad (Metán) 1-2 Independiente (Hipólito Yrigoyen) Hispano Argentino (RdlF) 1-2 Central Norte (Salta) Juventud Antoniana (Salta) Libre Ronda 5 [Dic 1, 1985] Central Norte (Salta) 6-0 Libertad (Metán) Independiente (H.Yrigoyen) 2-1 Juventud Antoniana (Salta) Hispano Argentino (RdlF) Libre | Ronda 6 [Dic 4, 1985] Central Norte (Salta) 3-0 Juventud Antoniana (Salta) Hispano Argentino (RdlF) 2-0 Libertad (Metán) Independiente (H.Yrigoyen) Libre Ronda 7 [Dic 8, 1985] Juventud Antoniana (Salta) 1-2 Hispano Argentino (Rosario de la Frontera) Independiente (H.Yrigoyen) 1-3 Central Norte (Salta) Libertad (Metán) Libre Ronda 8 [Dic 15, 1985] Hispano Argentino (RdlF) 3-1 Independiente (Hipólito Yrigoyen) Libertad (Metán) 0-5 Juventud Antoniana (Salta) Central Norte (Salta) Libre Ronda 9 [Dic 22, 1985] Independiente (H.Yrigoyen) 5-2 Libertad (Metán) Central Norte (Salta) 0-0 Hispano Argentino (Rosario de la Frontera) Juventud Antoniana (Salta) Libre Ronda 10 [Dic 29, 1985] Libertad (Metán) 2-2 Central Norte (Salta) Juventud Antoniana (Salta) 5-2 Independiente (Hipólito Yrigoyen) Hispano Argentino (RdlF) Libre |

| Tabla de Posiciones Grupo B                |    |    |    |    |    |    |     |     |
| Equipo                                     | PJ | PG | PE | PP | PF | GC | Dif | Pts |
| Central Norte (Salta)                      | 8  | 5  | 3  | 0  | 19 | 5  | 14  | 13  |
| Hispano Argentino (Rosario de la Frontera) | 8  | 4  | 3  | 1  | 12 | 6  | 6   | 11  |
| Juventud Antoniana (Salta)                 | 8  | 3  | 2  | 3  | 18 | 11 | 7   | 8   |
| Independiente (Hipólito Yrigoyen)          | 8  | 3  | 1  | 4  | 14 | 18 | -4  | 7   |
| Libertad (Metán)                           | 8  | 0  | 1  | 7  | 5  | 28 | -23 | 1   |

| Clasificado a la siguiente fase |

### Zona Oeste

#### Grupo A
| Ronda 1 [Oct 27, 1985] Deportivo Maipú 3-2 Independiente Rivadavia Centro Deportivo Rivadavia 2-2 Independiente Las Rosas (Tunuyán) Huracán (San Rafael) 2-0 Pacífico (General Alvear)v Ronda 2 [Nov 2, 1985] Deportivo Maipú 4-0 Huracán (San Rafael) Independiente Rivadavia 2-0 Centro Deportivo Rivadavia Indep. Las Rosas (Tunuyán) 2-1 Pacífico (General Alvear) Ronda 3 [Nov 10, 1985] Huracán (San Rafael) 1-0 Independiente Las Rosas (Tunuyán) Pacífico (General Alvear) 0-2 Independiente Rivadavia Centro Deportivo Rivadavia 1-1 Deportivo Maipú Ronda 4 [Nov 16 y 17, 1985] Independiente Rivadavia 2-0 Independiente Las Rosas (Tunuyán) Deportivo Maipú 3-0 Pacífico (General Alvear) Centro Deportivo Rivadavia 3-0 Huracán (San Rafael) Ronda 5 [Nov 24, 1985] Indep. Las Rosas (Tunuyán) 0-3 Deportivo Maipú Pacífico (General Alvear) 1-6 Centro Deportivo Rivadavia Huracán (San Rafael) 0-3 Independiente Rivadavia | Ronda 6 [Nov 29 y Dic 1, 1985] Pacífico (General Alvear) 1-1 Huracán (San Rafael) Independiente Rivadavia 1-1 Deportivo Maipú Indep. Las Rosas (Tunuyán) 0-1 Centro Deportivo Rivadavia Ronda 7 [Dic 7, 1985] Huracán (San Rafael) 0-2 Deportivo Maipú Centro Deportivo Rivadavia 1-0 Independiente Rivadavia Pacífico (General Alvear) 1-0 Independiente Las Rosas (Tunuyán) Ronda 8 [Dic 15, 1985] Indep. Las Rosas (Tunuyán) 2-0 Huracán (San Rafael) Independiente Rivadavia 3-1 Pacífico (General Alvear) Deportivo Maipú 4-2 Centro Deportivo Rivadavia Ronda 9 [Dic 22, 1985] Indep. Las Rosas (Tunuyán) 1-1 Independiente Rivadavia Pacífico (General Alvear) 0-1 Deportivo Maipú Huracán (San Rafael) 0-0 Centro Deportivo Rivadavia Ronda 10 [Dic 29, 1985] Deportivo Maipú 2-0 Independiente Las Rosas (Tunuyán) Centro Deportivo Rivadavia 9-0 Pacífico (General Alvear) Independiente Rivadavia 4-0 Huracán (San Rafael) |

| Tabla de Posiciones Grupo A            |    |    |    |    |    |    |     |     |
| Equipo                                 | PJ | PG | PE | PP | PF | GC | Dif | Pts |
| Deportivo Maipú (Maipú)                | 10 | 8  | 2  | 0  | 24 | 6  | 18  | 18  |
| Independiente Rivadavia (Mendoza)      | 10 | 6  | 2  | 2  | 20 | 7  | 13  | 14  |
| Centro Deportivo Rivadavia (Rivadavia) | 10 | 5  | 3  | 2  | 25 | 10 | 15  | 13  |
| Independiente Las Rosas (Tunuyán)      | 10 | 2  | 2  | 6  | 7  | 13 | -6  | 6   |
| Huracán (San Rafael)                   | 10 | 2  | 2  | 6  | 4  | 19 | -15 | 6   |
| Pacífico (General Alvear)              | 10 | 1  | 1  | 8  | 4  | 29 | -25 | 3   |

| Clasificado a la siguiente fase |

#### Grupo B
| Ronda 1 [Oct 27, 1985] San Martín 2-1 Atlético Junín Atlético Argentino 2-3 Gutiérrez Sport Club Ferro (General Alvear) 2-0 Pedal (San Rafael) Ronda 2 [Nov 2, 1985] Pedal (San Rafael) 1-1 Gutiérrez Sport Club Atlético Junín 0-1 Atlético Argentino Ferro (General Alvear) 1-1 San Martín Ronda 3 [Nov 10, 1985] San Martín 1-2 Pedal (San Rafael) Atlético Argentino 1-2 Ferro (General Alvear) Gutiérrez Sport Club 1-1 Atlético Junín Ronda 4 [Nov 17, 1985] San Martín 1-1 Atlético Argentino Pedal (San Rafael) 1-1 Atlético Junín Ferro (General Alvear) 0-1 Gutiérrez Sport Club Ronda 5 [Nov 24, 1985] Atlético Argentino 1-0 Pedal (San Rafael) Gutiérrez Sport Club 0-0 San Martín Atlético Junín 2-2 Ferro (General Alvear) | Ronda 6 [Nov 30 y Dic 1, 1985] Gutiérrez Sport Club 0-1 Atlético Argentino Atlético Junín 1-4 San Martín Pedal (San Rafael) 2-0 Ferro (General Alvear) Ronda 7 [Dic 6 y 7, 1985] San Martín 5-1 Ferro (General Alvear) Gutiérrez Sport Club 1-2 Pedal (San Rafael) Atlético Argentino 2-0 Atlético Junín Ronda 8 [Dic 15, 1985] Pedal (San Rafael) 0-0 San Martín Ferro (General Alvear) 1-3 Atlético Argentino Atlético Junín 1-3 Gutiérrez Sport Club Ronda 9 [Dic 22, 1985] Atlético Argentino 1-0 San Martín Atlético Junín 0-3 Pedal (San Rafael) Gutiérrez Sport Club 1-0 Ferro (General Alvear) Ronda 10 [Dic 29, 1985] Pedal (San Rafael) 1-1 Atlético Argentino San Martín 0-0 Gutiérrez Sport Club Ferro (General Alvear) 4-1 Atlético Junín |

| Tabla de Posiciones Grupo B              |    |    |    |    |    |    |     |     |
| Equipo                                   | PJ | PG | PE | PP | PF | GC | Dif | Pts |
| Atlético Argentino (San José)            | 10 | 6  | 2  | 2  | 14 | 8  | 6   | 14  |
| Sportivo Pedal (San Rafael)              | 10 | 4  | 4  | 2  | 12 | 8  | 4   | 12  |
| San Martín (San Martín)                  | 10 | 3  | 5  | 2  | 14 | 8  | 6   | 11  |
| Gutiérrez Sport Club (General Gutiérrez) | 10 | 3  | 5  | 2  | 10 | 8  | 2   | 11  |
| Club Atlético Ferrocarril Oeste (Alvear) | 10 | 3  | 3  | 4  | 12 | 15 | -3  | 9   |
| Atlético Junín (Junín, Mendoza)          | 10 | 0  | 3  | 7  | 7  | 22 | -15 | 3   |

| Clasificado a la siguiente fase |

#### Grupo C
| Ronda 1 [Oct 27, 1985] Social Pinto (Añatuya) 0-3 Talleres (Frías) Atlético Güemes (SdE) 4-3 San Martín (Valle Viejo) Villa Cubas (Catamarca) 1-0 Peñarol (Belén) Ronda 2 [Nov 3, 1985] Villa Cubas (Catamarca) 4-0 Social Pinto (Añatuya) Peñarol (Belén) 0-2 Atlético Güemes (Santiago del Estero) San Martín (Valle Viejo) 0-2 Talleres (Frías) Ronda 3 [Nov 10, 1985] Social Pinto (Añatuya) 1-1 San Martín (Valle Viejo) Talleres (Frías) 2-1 Peñarol (Belén) Atlético Güemes (SdE) 3-2 Villa Cubas (Catamarca) Ronda 4 [Nov 17, 1985] Atlético Güemes (SdE) 5-2 Social Pinto (Añatuya) Villa Cubas (Catamarca) 0-2 Talleres (Frías) Peñarol (Belén) 3-2 San Martín (Valle Viejo) Ronda 5 [Nov 24, 1985] Social Pinto (Añatuya) 2-0 Peñarol (Belén) San Martín (Valle Viejo) 0-1 Villa Cubas (Catamarca) Talleres (Frías) 0-1 Atlético Güemes (Santiago del Estero) | Ronda 6 [Dic 1, 1985] Talleres (Frías) 3-1 Social Pinto (Añatuya) San Martín (Valle Viejo) 0-2 Atlético Güemes (Santiago del Estero) Peñarol (Belén) 0-0 Villa Cubas (Catamarca) Ronda 7 [Dic 8, 1985] Social Pinto (Añatuya) 2-2 Villa Cubas (Catamarca) Atlético Güemes (SdE) 6-0 Peñarol (Belén) Talleres (Frías) 2-1 San Martín (Valle Viejo) Ronda 8 [Dic 15, 1985] San Martín (Valle Viejo) 9-0 Social Pinto (Añatuya) Peñarol (Belén) 2-3 Talleres (Frías) Villa Cubas (Catamarca) 1-1 Atlético Güemes (Santiago del Estero) Ronda 9 [Dic 22, 1985] Social Pinto (Añatuya) 3-6 Atlético Güemes (Santiago del Estero) Talleres (Frías) 4-0 Villa Cubas (Catamarca) San Martín (Valle Viejo) 4-1 Peñarol (Belén) Ronda 10 [Dic 29, 1985] Peñarol (Belén) 3-1 Social Pinto (Añatuya) Villa Cubas (Catamarca) 4-1 San Martín (Valle Viejo) Atlético Güemes (SdE) 3-2 Talleres (Frías) |

| Tabla de Posiciones Grupo C  |    |    |    |    |    |    |     |     |
| Equipo                       | PJ | PG | PE | PP | PF | GC | Dif | Pts |
| Güemes (Santiago del Estero) | 10 | 9  | 1  | 0  | 33 | 13 | 20  | 19  |
| Talleres (Frías)             | 10 | 8  | 0  | 2  | 23 | 9  | 14  | 16  |
| Villa Cubas (Catamarca)      | 10 | 3  | 3  | 4  | 12 | 16 | -4  | 9   |
| San Martín (El Bañado)       | 10 | 3  | 1  | 6  | 23 | 17 | 6   | 7   |
| Peñarol (Belén)              | 10 | 2  | 1  | 7  | 10 | 23 | -13 | 5   |
| Social Pinto (Añatuya)       | 10 | 1  | 2  | 7  | 12 | 36 | -24 | 4   |

| Clasificado a la siguiente fase |

#### Grupo D
| Ronda 1 [Nov 10, 1985] Atl.de la Juventud Alianza (SJ) 2-0 Unión (La Rioja) Newell's Old Boys Libre Ronda 2 [Nov 17, 1985] Newell's Old Boys 1-1 Atlético de la Juventud Alianza (San Juan) Unión (La Rioja) Libre Ronda 3 [Nov 24, 1985] Unión (La Rioja) 3-0 Newell's Old Boys Atl.de la Juventud Alianza (SJ) Libre | Ronda 4 [Dic 1, 1985] Unión (La Rioja) 0-0 Atlético de la Juventud Alianza (San Juan) Newell's Old Boys Libre Ronda 5 [Dic 8, 1985] Atl.de la Juventud Alianza (SJ) 2-2 Newell's Old Boys Unión (La Rioja) Libre Ronda 6 [Dic 15, 1985] Newell's Old Boys 1-4 Unión (La Rioja) Atl.de la Juventud Alianza (SJ) Libre Playoff desempate [Dic 22, 1985 en Estudiantes (San Luis)] Atl.de la Juventud Alianza (SJ) 1-0 Unión (La Rioja) |

| Tabla de Posiciones Grupo D    |    |    |    |    |    |    |     |     |
| Equipo                         | PJ | PG | PE | PP | PF | GC | Dif | Pts |
| Juventud Alianza (Santa Lucía) | 4  | 1  | 3  | 0  | 5  | 3  | 2   | 5   |
| Unión (La Rioja)               | 4  | 2  | 1  | 1  | 7  | 3  | 4   | 5   |
| Newell's Old Boys (Chilecito)  | 4  | 0  | 2  | 2  | 4  | 10 | -6  | 2   |

| Clasificado a la siguiente fase |

### Zona Centro

#### Grupo A
| Ronda 1 [Oct 20 1985] Bartolomé Mitre (Esperanza) 1-0 Racing (Reconquista) Sanjustino (San Justo) 2-3 Sportivo Norte (Rafaela) Ronda 2 [Oct 27 1985] Sportivo Norte (Rafaela) 3-1 Bartolomé Mitre (Esperanza) Racing (Reconquista) 2-2 Sanjustino (San Justo) Ronda 3 [Nov 3 1985] Bartolomé Mitre (Esperanza) 2-1 Sanjustino (San Justo) Sportivo Norte (Rafaela) 2-0 Racing (Reconquista) | Ronda 4 [Nov 10 1985] Sportivo Norte (Rafaela) 2-0 Sanjustino (San Justo) Racing (Reconquista) 1-0 Bartolomé Mitre (Esperanza) Ronda 5 [Nov 17 1985] Bartolomé Mitre (Esperanza) 1-0 Sportivo Norte (Rafaela) Sanjustino (San Justo) 0-1 Racing (Reconquista) Ronda 6 [Nov 24 1985] Sanjustino (San Justo) 1-0 Bartolomé Mitre (Esperanza) Racing (Reconquista) 4-1 Sportivo Norte (Rafaela) |

| Tabla de Posiciones Grupo A |    |    |    |    |    |    |     |     |
| Equipo                      | PJ | PG | PE | PP | GF | GC | Dif | Pts |
| Sportivo Norte (Rafaela)    | 6  | 4  | 0  | 2  | 11 | 8  | 3   | 8   |
| Racing (Reconquista)        | 6  | 3  | 1  | 2  | 8  | 6  | 2   | 7   |
| Bartolomé Mitre (Esperanza) | 6  | 3  | 0  | 3  | 5  | 6  | -1  | 6   |
| Sanjustino (San Justo)      | 6  | 1  | 1  | 4  | 6  | 10 | -4  | 3   |

| Clasificado a la siguiente fase |

#### Grupo B
| Ronda 1 [Oct 20 1985] Gimnasia y Esgrima (CdU) 2-1 María Grande (Entre Ríos) Los Charrúas (Entre Ríos) 2-1 Deportivo Urdinarrain (Entre Ríos) Belgrano (Paraná) Libre Ronda 2 [Oct 23 1985] Deportivo Urdinarrain (ER) 0-0 Gimnasia y Esgrima (Concepción del Uruguay) María Grande (Entre Ríos) 1-0 Belgrano (Paraná) Los Charrúas (Entre Ríos) Libre Ronda 3 [Oct 27 1985] Belgrano (Paraná) 4-2 Deportivo Urdinarrain (Entre Ríos) Gimnasia y Esgrima (CdU) 1-0 Los Charrúas (Entre Ríos) María Grande (Entre Ríos) Libre Ronda 4 [Oct 30 1985] Los Charrúas (Entre Ríos) 0-2 Belgrano (Paraná) Deportivo Urdinarrain (ER) 1-0 María Grande (Entre Ríos) Gimnasia y Esgrima (CdU) Libre Ronda 5 [Nov 3 1985] María Grande (Entre Ríos) 1-0 Los Charrúas (Entre Ríos) Belgrano (Paraná) 2-0 Gimnasia y Esgrima (Concepción del Uruguay) Deportivo Urdinarrain (ER) Libre | Ronda 6 [Nov 6 1985] María Grande (Entre Ríos) 2-1 Gimnasia y Esgrima (Concepción del Uruguay) Deportivo Urdinarrain (ER) 4-0 Los Charrúas (Entre Ríos) Belgrano (Paraná) Libre Ronda 7 [Nov 10 1985] Gimnasia y Esgrima (CdU) 4-1 Deportivo Urdinarrain (Entre Ríos) Belgrano (Paraná) 3-0 María Grande (Entre Ríos) Los Charrúas (Entre Ríos) Libre Ronda 8 [Nov 17 1985] Deportivo Urdinarrain (ER) 0-0 Belgrano (Paraná) Los Charrúas (Entre Ríos) 4-2 Gimnasia y Esgrima (Concepción del Uruguay) María Grande (Entre Ríos) Libre Ronda 9 [Nov 20 1985] Belgrano (Paraná) 4-1 Los Charrúas (Entre Ríos) María Grande (Entre Ríos) 1-1 Deportivo Urdinarrain (Entre Ríos) Gimnasia y Esgrima (CdU) Libre Ronda 10 [Nov 24 1985] Los Charrúas (Entre Ríos) 3-1 María Grande (Entre Ríos) Gimnasia y Esgrima (CdU) 3-2 Belgrano (Paraná) Deportivo Urdinarrain (ER) Libre |

| Tabla de Posiciones Grupo B                 |    |    |    |    |    |    |     |     |
| Equipo                                      | PJ | PG | PE | PP | GF | GC | Dif | Pts |
| Belgrano (Paraná)                           | 8  | 5  | 2  | 1  | 17 | 6  | 11  | 12  |
| Gimnasia y Esgrima (Concepción del Uruguay) | 8  | 3  | 2  | 3  | 13 | 12 | 1   | 8   |
| Urdinarrain (Urdinarrain)                   | 8  | 2  | 3  | 3  | 10 | 11 | -1  | 7   |
| María Grande (María Grande)                 | 8  | 3  | 1  | 4  | 7  | 11 | -4  | 7   |
| Los Charrúas (Los Charrúas)                 | 8  | 3  | 0  | 5  | 10 | 17 | -7  | 6   |

| Clasificado a la siguiente fase |

#### Grupo C
| Ronda 1 [Oct 20 1985] Centenario (SJ de la Esquina) 2-4 Firmat FC (Firmat) Peñarol (Elortondo) Libre Ronda 2 [Oct 27 1985] Peñarol (Elortondo) 2-1 Centenario (San José de la Esquina) Firmat FC (Firmat) Libre Ronda 3 [Nov 3 1985] Peñarol (Elortondo) 1-0 Firmat FC (Firmat) Centenario (SJ de la Esquina) Libre | Ronda 4 [Nov 10 1985] Firmat FC (Firmat) 2-0 Centenario (San José de la Esquina) Peñarol (Elortondo) Libre Ronda 5 [Nov 17 1985] Centenario (SJ de la Esquina) 2-4 Peñarol (Elortondo) Firmat FC (Firmat) Libre Ronda 6 [Nov 24 1985] Firmat FC (Firmat) 0-3 Peñarol (Elortondo) Centenario (SJ de la Esquina) Libre |

| Tabla de Posiciones Grupo C         |    |    |    |    |    |    |     |     |
| Equipo                              | PJ | PG | PE | PP | GF | GC | Dif | Pts |
| Peñarol (Elortondo)                 | 4  | 4  | 0  | 0  | 10 | 3  | 7   | 8   |
| Firmat Football Club (Firmat)       | 4  | 2  | 0  | 2  | 6  | 6  | 0   | 4   |
| Centenario (San José de la Esquina) | 4  | 0  | 0  | 4  | 5  | 12 | -7  | 0   |

| Clasificado a la siguiente fase |

#### Grupo D
| Ronda 1 [Oct 20 1985] Sportivo de Álvarez (Rosario) 2-3 El Expreso (El Trébol) Everton Argentinos Jrs. (CdG) 2-1 Empalme (Villa Constitución) Ronda 2 [Oct 27 1985] Empalme (Villa Constitución) 2-2 Sportivo de Álvarez (Rosario) El Expreso (El Trébol) 1-1 Everton Argentinos Juniors (Cañada de Gómez) Ronda 3 [Nov 3 1985] Sportivo de Álvarez (Rosario) 1-2 Everton Argentinos Juniors (Cañada de Gómez) Empalme (Villa Constitución) 1-0 El Expreso (El Trébol) | Ronda 4 [Nov 10 1985] El Expreso (El Trébol) 3-0 Sportivo de Álvarez (Rosario) Empalme (Villa Constitución) 1-0 Everton Argentinos Juniors (Cañada de Gómez) Ronda 5 [Nov 17 1985] Sportivo de Álvarez (Rosario) 2-3 Empalme (Villa Constitución) Everton Argentinos Jrs. (CdG) 4-1 El Expreso (El Trébol) Ronda 6 [Nov 24 1985] Everton Argentinos Jrs. (CdG) 2-1 Sportivo de Álvarez (Rosario) El Expreso (El Trébol) 2-1 Empalme (Villa Constitución) |

| Tabla de Posiciones Grupo D               |    |    |    |    |    |    |     |     |
| Equipo                                    | PJ | PG | PE | PP | GF | GC | Dif | Pts |
| Everton Olimpia (Cañada de Gómez)         | 6  | 4  | 1  | 1  | 11 | 6  | 5   | 9   |
| El Expreso (El Trébol)                    | 6  | 3  | 1  | 2  | 10 | 9  | 1   | 7   |
| Empalme (Empalme Villa Constitución)      | 6  | 3  | 1  | 2  | 9  | 8  | 1   | 7   |
| Sportivo Fútbol Club de Álvarez (Álvarez) | 6  | 0  | 1  | 5  | 8  | 15 | -7  | 1   |

| Clasificado a la siguiente fase |

#### Grupo Final
| Ronda 1 [Dic 1 1985] Everton Argentinos Jrs. (CdG) 2-1 Sportivo Norte (Rafaela) Peñarol (Elortondo) 0-6 Belgrano (Paraná) Ronda 2 [Dic 4 1985] Belgrano (Paraná) 3-1 Everton Argentinos Juniors (Cañada de Gómez) Sportivo Norte (Rafaela) 6-0 Peñarol (Elortondo) Ronda 3 [Dic 8 1985] Everton Argentinos Jrs. (CdG) 5-0 Peñarol (Elortondo) Belgrano (Paraná) 0-2 Sportivo Norte (Rafaela) | Ronda 4 [Dic 15 1985] Sportivo Norte (Rafaela) 2-0 Everton Argentinos Juniors (Cañada de Gómez) Belgrano (Paraná) 6-0 Peñarol (Elortondo) Ronda 5 [Dic 22 1985] Everton Argentinos Jrs. (CdG) 1-1 Belgrano (Paraná) Peñarol (Elortondo) 1-7 Sportivo Norte (Rafaela) Ronda 6 [Dic 29 1985] Peñarol (Elortondo) 0-4 Everton Argentinos Juniors (Cañada de Gómez) Sportivo Norte (Rafaela) 1-1 Belgrano (Paraná) |

| Tabla de Posiciones Grupo Final   |    |    |    |    |    |    |     |     |
| Equipo                            | PJ | PG | PE | PP | GF | GC | Dif | Pts |
| Sportivo Norte (Rafaela)          | 6  | 4  | 1  | 1  | 19 | 4  | 15  | 9   |
| Belgrano (Paraná)                 | 6  | 3  | 2  | 1  | 17 | 5  | 12  | 8   |
| Everton Olimpia (Cañada de Gómez) | 6  | 3  | 1  | 2  | 13 | 7  | 6   | 7   |
| Peñarol (Elortondo)               | 6  | 0  | 0  | 6  | 3  | 34 | 31  | 0   |

| Clasificado a la siguiente fase |

|

### Zona Este

#### Grupo A
| Ronda 1 [Oct 20, 1985] Rivadavia (Necochea) 3-0 Colón (Chivilcoy) Santa Elena (Luján) 2-4 Defensores de Belgrano (Villa Ramallo) Sportivo Piazza (Azul) 3-1 San Martín (Pehuajó) Círculo Deportivo (MdP) Libre Ronda 2 [Oct 27, 1985] San Martín (Pehuajó) 3-1 Santa Elena (Luján) Defensores de Belgrano (VR) 1-1 Rivadavia (Necochea) Colón (Chivilcoy) 0-0 Círculo Deportivo (Mar del Plata) Sportivo Piazza (Azul) Libre Ronda 3 [Nov 3, 1985] Círculo Deportivo (MdP) 1-0 Defensores de Belgrano (Villa Ramallo) Rivadavia (Necochea) 2-1 San Martín (Pehuajó) Santa Elena (Luján) 1-3 Sportivo Piazza (Azul) Colón (Chivilcoy) Libre Ronda 4 [Nov 6, 1985] Sportivo Piazza (Azul) 3-0 Rivadavia (Necochea) San Martín (Pehuajó) 0-1 Círculo Deportivo (Mar del Plata) Defensores de Belgrano (VR) 1-0 Colón (Chivilcoy) Santa Elena (Luján) Libre Ronda 5 [Nov 10, 1985] Colón (Chivilcoy) 4-3 San Martín (Pehuajó) Círculo Deportivo (MdP) 1-1 Sportivo Piazza (Azul) Rivadavia (Necochea) 4-1 Santa Elena (Luján) Defensores de Belgrano (VR) Libre Ronda 6 [Nov 17, 1985] Santa Elena (Luján) 1-0 Círculo Deportivo (Mar del Plata) Sportivo Piazza (Azul) 3-2 Colón (Chivilcoy) San Martín (Pehuajó) 0-1 Defensores de Belgrano (Villa Ramallo) Rivadavia (Necochea) Libre Ronda 7 [Nov 20, 1985] Defensores de Belgrano (VR) 2-1 Sportivo Piazza (Azul) Colón (Chivilcoy) 3-2 Santa Elena (Luján) Círculo Deportivo (MdP) 0-3 Rivadavia (Necochea) San Martín (Pehuajó) Libre | Ronda 8 [Nov 24, 1985] Colón (Chivilcoy) 2-0 Rivadavia (Necochea) Defensores de Belgrano (VR) 2-1 Santa Elena (Luján) San Martín (Pehuajó) 4-1 Sportivo Piazza (Azul) Círculo Deportivo (MdP) Libre Ronda 9 [Dic 1, 1985] Santa Elena (Luján) 1-0 San Martín (Pehuajó) Rivadavia (Necochea) 3-0 Defensores de Belgrano (Villa Ramallo) Círculo Deportivo (MdP) 0-0 Colón (Chivilcoy) Sportivo Piazza (Azul) Libre Ronda 10 [Dic 4, 1985] Defensores de Belgrano (VR) 4-2 Círculo Deportivo (Mar del Plata) San Martín (Pehuajó) 0-0 Rivadavia (Necochea) Sportivo Piazza (Azul) 3-0 Santa Elena (Luján) Colón (Chivilcoy) Libre Ronda 11 [Dic 8, 1985] Rivadavia (Necochea) 2-1 Sportivo Piazza (Azul) Círculo Deportivo (MdP) 2-0 San Martín (Pehuajó) Colón (Chivilcoy) 1-1 Defensores de Belgrano (Villa Ramallo) Santa Elena (Luján) Libre Ronda 12 [Dic 15, 1985] San Martín (Pehuajó) 3-2 Colón (Chivilcoy) Sportivo Piazza (Azul) 1-0 Círculo Deportivo (Mar del Plata) Santa Elena (Luján) 2-2 Rivadavia (Necochea) Defensores de Belgrano (VR) Libre Ronda 13 [Dic 22, 1985] Círculo Deportivo (MdP) 9-1 Santa Elena (Luján) Colón (Chivilcoy) 2-3 Sportivo Piazza (Azul) Defensores de Belgrano (VR) 2-1 San Martín (Pehuajó) Rivadavia (Necochea) Libre Ronda 14 [Dic 29, 1985] Sportivo Piazza (Azul) 2-2 Defensores de Belgrano (Villa Ramallo) Santa Elena (Luján) 0-2 Colón (Chivilcoy) Rivadavia (Necochea) 1-1 Círculo Deportivo (Mar del Plata) San Martín (Pehuajó) Libre |

| Tabla de Posiciones Grupo A            |    |    |    |    |    |    |     |     |
| Equipo                                 | PJ | PG | PE | PP | PF | GC | Dif | Pts |
| Defensores de Belgrano (Villa Ramallo) | 12 | 7  | 3  | 2  | 20 | 15 | 5   | 17  |
| Rivadavia (Necochea)                   | 12 | 6  | 4  | 2  | 21 | 13 | 8   | 16  |
| Sportivo Piazza (Azul)                 | 12 | 7  | 2  | 3  | 25 | 17 | 8   | 16  |
| Círculo Deportivo (Nicanor Otamendi)   | 12 | 4  | 4  | 4  | 17 | 12 | 5   | 12  |
| Colón (Chivilcoy)                      | 12 | 4  | 3  | 5  | 19 | 19 | 0   | 11  |
| San Martin (Pehuajó)                   | 12 | 3  | 1  | 8  | 15 | 20 | -5  | 7   |
| Santa Elena (Luján)                    | 12 | 2  | 1  | 9  | 13 | 34 | -21 | 5   |

| Clasificado a la siguiente fase |

#### Grupo B
| Ronda 1 [Oct 20, 1985] Racing FC (Colón) 1-0 Ferro Carril Oeste (Trenque Lauquen) Sportivo Escobar (Escobar) 2-2 Independiente (Tandil) Unidos de Olmos (La Plata) 1-0 Ferro Carril Oeste (Dolores) Douglas Haig (Pergamino) Libre Ronda 2 [Oct 27, 1985] Ferro Carril Oeste (Dolores) 2-2 Sportivo Escobar (Escobar) Independiente (Tandil) 1-0 Racing FC (Colón) Ferro Carril Oeste (TL) 4-1 Douglas Haig (Pergamino) Unidos de Olmos (La Plata) Libre Ronda 3 [Nov 3, 1985] Douglas Haig (Pergamino) 0-1 Independiente (Tandil) Racing FC (Colón) 1-0 Ferro Carril Oeste (Dolores) Sportivo Escobar (Escobar) 4-1 Unidos de Olmos (La Plata) Ferro Carril Oeste (TL) Libre Ronda 4 [Nov 6, 1985] Unidos de Olmos (La Plata) 3-3 Racing FC (Colón) Ferro Carril Oeste (Dolores) 0-0 Douglas Haig (Pergamino) Independiente (Tandil) 1-1 Ferro Carril Oeste (Trenque Lauquen) Sportivo Escobar (Escobar) Libre Ronda 5 [Nov 10, 1985] Ferro Carril Oeste (TL) 2-1 Ferro Carril Oeste (Dolores) Douglas Haig (Pergamino) 7-1 Unidos de Olmos (La Plata) Racing FC (Colón) 1-1 Sportivo Escobar (Escobar) Independiente (Tandil) Libre Ronda 6 [Nov 17, 1985] Sportivo Escobar (Escobar) 2-4 Douglas Haig (Pergamino) Unidos de Olmos (La Plata) 0-3 Ferro Carril Oeste (Trenque Lauquen) Ferro Carril Oeste (Dolores) 2-1 Independiente (Tandil) Racing FC (Colón) Libre Ronda 7 [Nov 20, 1985] Independiente (Tandil) 1-3 Unidos de Olmos (La Plata) Ferro Carril Oeste (TL) 3-0 Sportivo Escobar (Escobar) Douglas Haig (Pergamino) 2-0 Racing FC (Colón) Ferro Carril Oeste (Dolores) Libre | Ronda 8 [Nov 24, 1985] Ferro Carril Oeste (TL) 4-1 Racing FC (Colón) Independiente (Tandil) 4-1 Sportivo Escobar (Escobar) Ferro Carril Oeste (Dolores) 1-0 Unidos de Olmos (La Plata) Douglas Haig (Pergamino) Libre Ronda 9 [Dic 1, 1985] Sportivo Escobar (Escobar) 1-1 Ferro Carril Oeste (Dolores) Racing FC (Colón) 1-0 Independiente (Tandil) Douglas Haig (Pergamino) 4-0 Ferro Carril Oeste (Trenque Lauquen) Unidos de Olmos (La Plata) Libre Ronda 10 [Dic 4, 1985] Independiente (Tandil) 3-3 Douglas Haig (Pergamino) Ferro Carril Oeste (Dolores) 1-1 Racing FC (Colón) Unidos de Olmos (La Plata) 2-0 Sportivo Escobar (Escobar) Ferro Carril Oeste (TL) Libre Ronda 11 [Dic 8, 1985] Racing FC (Colón) 3-0 Unidos de Olmos (La Plata) Douglas Haig (Pergamino) 2-0 Ferro Carril Oeste (Dolores) Ferro Carril Oeste (TL) 2-1 Independiente (Tandil) Sportivo Escobar (Escobar) Libre Ronda 12 [Dic 15, 1985] Ferro Carril Oeste (Dolores) 0-1 Ferro Carril Oeste (Trenque Lauquen) Unidos de Olmos (La Plata) 0-6 Douglas Haig (Pergamino) Sportivo Escobar (Escobar) 1-4 Racing FC (Colón) Independiente (Tandil) Libre Ronda 13 [Dic 22, 1985] Douglas Haig (Pergamino) 9-0 Sportivo Escobar (Escobar) Ferro Carril Oeste (TL) 3-1 Unidos de Olmos (La Plata) Independiente (Tandil) 2-0 Ferro Carril Oeste (Dolores) Racing FC (Colón) Libre Ronda 14 [Dic 29, 1985] Unidos de Olmos (La Plata) 2-1 Independiente (Tandil) Sportivo Escobar (Escobar) 1-2 Ferro Carril Oeste (Trenque Lauquen) Racing FC (Colón) 1-1 Douglas Haig (Pergamino) Ferro Carril Oeste (Dolores) Libre |

| Tabla de Posiciones Grupo A      |    |    |    |    |    |    |     |     |
| Equipo                           | PJ | PG | PE | PP | PF | GC | Dif | Pts |
| Ferro (Trenque Lauquen)          | 12 | 9  | 2  | 1  | 23 | 11 | 12  | 20  |
| Douglas Haig (Pergamino)         | 12 | 7  | 4  | 1  | 39 | 9  | 20  | 18  |
| Racing Fútbol Club (Colón)       | 12 | 4  | 5  | 3  | 16 | 14 | 2   | 13  |
| Independiente (Tandil)           | 12 | 3  | 4  | 5  | 17 | 17 | 0   | 10  |
| Unidos de Olmos (Lisandro Olmos) | 12 | 4  | 1  | 7  | 14 | 32 | -18 | 9   |
| Ferro (Dolores)                  | 12 | 2  | 4  | 6  | 8  | 14 | -6  | 8   |
| Sportivo Escobar (Escobar)       | 12 | 1  | 4  | 7  | 15 | 35 | -20 | 6   |

| Clasificado a la siguiente fase |

#### Grupo C
| Ronda 1 [Oct 20, 1985] Independiente (Bolivar) 0-2 Atlético Argentino (Tres Lomas) Gimnasia y Esgrima (Mercedes) 0-0 Paraná FC (San Pedro) Sarmiento (Coronel Suárez) 0-0 Independiente (General Madariaga) Olimpo (Bahía Blanca) Libre Ronda 2 [Oct 27, 1985] Independiente (Gral Madariaga) 0-0 Gimnasia y Esgrima (Mercedes) Paraná FC (San Pedro) 5-2 Independiente (Bolivar) Atlético Argentino (Tres Lomas) 2-2 Olimpo (Bahía Blanca) Sarmiento (Coronel Suárez) Libre Ronda 3 [Nov 3, 1985] Olimpo (Bahía Blanca) 0-1 Paraná FC (San Pedro) Independiente (Bolivar) 1-2 Independiente (General Madariaga) Gimnasia y Esgrima (Mercedes) 1-1 Sarmiento (Coronel Suárez) Atlético Argentino (Tres Lomas) Libre Ronda 4 [Nov 6, 1985] Sarmiento (Coronel Suárez) 0-0 Independiente (Bolivar) Independiente (Gral Madariaga) 1-2 Olimpo (Bahía Blanca) Paraná FC (San Pedro) 2-1 Atlético Argentino (Tres Lomas) Gimnasia y Esgrima (Mercedes) Libre Ronda 5 [Nov 10, 1985] Atlético Argentino (Tres Lomas) 1-0 Independiente (General Madariaga) Olimpo (Bahía Blanca) 2-1 Sarmiento (Coronel Suárez) Independiente (Bolivar) 5-1 Gimnasia y Esgrima (Mercedes) Paraná FC (San Pedro) Libre Ronda 6 [Nov 17, 1985] Gimnasia y Esgrima (Mercedes) 3-3 Olimpo (Bahía Blanca) Sarmiento (Coronel Suárez) 1-2 Atlético Argentino (Tres Lomas) Independiente (Gral Madariaga) 1-0 Paraná FC (San Pedro) Independiente (Bolivar) Libre Ronda 7 [Nov 20, 1985] Paraná FC (San Pedro) 1-1 Sarmiento (Coronel Suárez) Atlético Argentino (Tres Lomas) 4-1 Gimnasia y Esgrima (Mercedes) Olimpo (Bahía Blanca) 1-0 Independiente (Bolivar) Independiente (Gral Madariaga) Libre | Ronda 8 [Nov 24, 1985] Atlético Argentino (Tres Lomas) 2-0 Independiente (Bolivar) Paraná FC (San Pedro) 4-3 Gimnasia y Esgrima (Mercedes) Independiente (Gral Madariaga) 0-1 Sarmiento (Coronel Suárez) Olimpo (Bahía Blanca) Libre Ronda 9 [Dic 1, 1985] Gimnasia y Esgrima (Mercedes) 1-1 Independiente (General Madariaga) Independiente (Bolivar) 1-0 Paraná FC (San Pedro) Olimpo (Bahía Blanca) 1-0 Atlético Argentino (Tres Lomas) Sarmiento (Coronel Suárez) Libre Ronda 10 [Dic 4, 1985] Paraná FC (San Pedro) 0-0 Olimpo (Bahía Blanca) Independiente (Gral Madariaga) 1-2 Independiente (Bolivar) Sarmiento (Coronel Suárez) 1-0 Gimnasia y Esgrima (Mercedes) Atlético Argentino (Tres Lomas) Libre Ronda 11 [Dic 8, 1985] Independiente (Bolivar) 1-0 Sarmiento (Coronel Suárez) Olimpo (Bahía Blanca) 5-1 Independiente (General Madariaga) Atlético Argentino (Tres Lomas) 0-1 Paraná FC (San Pedro) Gimnasia y Esgrima (Mercedes) Libre Ronda 12 [Dic 15, 1985] Independiente (Gral Madariaga) 1-3 Atlético Argentino (Tres Lomas) Sarmiento (Coronel Suárez) 0-3 Olimpo (Bahía Blanca) Gimnasia y Esgrima (Mercedes) 3-0 Independiente (Bolivar) Paraná FC (San Pedro) Libre Ronda 13 [Dic 22, 1985] Olimpo (Bahía Blanca) 4-1 Gimnasia y Esgrima (Mercedes) Atlético Argentino (Tres Lomas) 1-0 Sarmiento (Coronel Suárez) Paraná FC (San Pedro) 2-3 Independiente (General Madariaga) Independiente (Bolivar) Libre Ronda 14 [Dic 29, 1985] Sarmiento (Coronel Suárez) 4-1 Paraná FC (San Pedro) Gimnasia y Esgrima (Mercedes) 2-0 Atlético Argentino (Tres Lomas) Independiente (Bolivar) 0-3 Olimpo (Bahía Blanca) Independiente (Gral Madariaga) Libre |

| Tabla de Posiciones Grupo A       |    |    |    |    |    |    |     |     |
| Equipo                            | PJ | PG | PE | PP | PF | GC | Dif | Pts |
| Olimpo (Bahía Blanca)             | 12 | 8  | 3  | 1  | 26 | 10 | 16  | 19  |
| Argentinio (Tres Lomas)           | 12 | 7  | 1  | 4  | 18 | 11 | 7   | 15  |
| Paraná FC (San Pedro)             | 12 | 5  | 3  | 4  | 18 | 17 | 1   | 13  |
| Sarmiento (Coronel Suárez)        | 12 | 3  | 4  | 5  | 10 | 12 | -2  | 10  |
| Independiente (General Madariaga) | 12 | 4  | 2  | 6  | 13 | 19 | -6  | 10  |
| Gimnasia y Esgrima (Mercedes)     | 12 | 2  | 5  | 5  | 16 | 20 | -4  | 9   |
| Independiente (Bolivar)           | 12 | 3  | 2  | 7  | 8  | 20 | -12 | 8   |

| Clasificado a la siguiente fase |

#### Grupo D
| Ronda 1 [Oct 20, 1985] Sportivo Baradero (Baradero) 0-0 Acerías Bragado (Bragado) Maipú (Zárate) 0-1 Estudiantes (Olavarría) Huracán (Tres Arroyos) 3-3 FC E.Bunge (General Villegas) Rivadavia (Lincoln) Libre Ronda 2 [Oct 27, 1985] FC E.Bunge (General Villegas) 1-0 Maipú (Zárate) Estudiantes (Olavarría) 1-0 Sportivo Baradero (Baradero) Acerías Bragado (Bragado) 1-1 Rivadavia (Lincoln) Huracán (Tres Arroyos) Libre Ronda 3 [Nov 3, 1985] Rivadavia (Lincoln) 1-0 Estudiantes (Olavarría) Sportivo Baradero (Baradero) 2-1 FC E.Bunge (General Villegas) Maipú (Zárate) 0-0 Huracán (Tres Arroyos) Acerías Bragado (Bragado) Libre Ronda 4 [Nov 6, 1985] Huracán (Tres Arroyos) 1-1 Sportivo Baradero (Baradero) FC E.Bunge (General Villegas) 0-3 Rivadavia (Lincoln) Estudiantes (Olavarría) 4-2 Acerías Bragado (Bragado) Maipú (Zárate) Libre Ronda 5 [Nov 10, 1985] Acerías Bragado (Bragado) 0-1 FC E.Bunge (General Villegas) Rivadavia (Lincoln) 0-0 Huracán (Tres Arroyos) Sportivo Baradero (Baradero) 1-1 Maipú (Zárate) Estudiantes (Olavarría) Libre Ronda 6 [Nov 17, 1985] Maipú (Zárate) 1-1 Rivadavia (Lincoln) Huracán (Tres Arroyos) 1-1 Acerías Bragado (Bragado) FC E.Bunge (General Villegas) 1-0 Estudiantes (Olavarría) Sportivo Baradero (Baradero) Libre Ronda 7 [Nov 20, 1985] Estudiantes (Olavarría) 3-1 Huracán (Tres Arroyos) Acerías Bragado (Bragado) 3-0 Maipú (Zárate) Rivadavia (Lincoln) 2-0 Sportivo Baradero (Baradero) FC E.Bunge (General Villegas) Libre | Ronda 8 [Nov 24, 1985] Acerías Bragado (Bragado) 2-1 Sportivo Baradero (Baradero) Estudiantes (Olavarría) 3-1 Maipú (Zárate) FC E.Bunge (General Villegas) 3-3 Huracán (Tres Arroyos) Rivadavia (Lincoln) Libre Ronda 9 [Dic 1, 1985] Maipú (Zárate) 0-0 FC E.Bunge (General Villegas) Sportivo Baradero (Baradero) 0-1 Estudiantes (Olavarría) Rivadavia (Lincoln) 1-1 Acerías Bragado (Bragado) Huracán (Tres Arroyos) Libre Ronda 10 [Dic 4, 1985] Estudiantes (Olavarría) 2-0 Rivadavia (Lincoln) FC E.Bunge (General Villegas) 0-1 Sportivo Baradero (Baradero) Huracán (Tres Arroyos) 3-1 Maipú (Zárate) Acerías Bragado (Bragado) Libre Ronda 11 [Dic 8, 1985] Sportivo Baradero (Baradero) 4-3 Huracán (Tres Arroyos) Rivadavia (Lincoln) 2-0 FC E.Bunge (General Villegas) Acerías Bragado (Bragado) 1-3 Estudiantes (Olavarría) Maipú (Zárate) Libre Ronda 12 [Dic 15, 1985] FC E.Bunge (General Villegas) 1-1 Acerías Bragado (Bragado) Huracán (Tres Arroyos) 2-1 Rivadavia (Lincoln) Maipú (Zárate) 2-1 Sportivo Baradero (Baradero) Estudiantes (Olavarría) Libre Ronda 13 [Dic 22, 1985] Rivadavia (Lincoln) 3-1 Maipú (Zárate) Acerías Bragado (Bragado) 2-0 Huracán (Tres Arroyos) Estudiantes (Olavarría) 1-0 FC E.Bunge (General Villegas) Sportivo Baradero (Baradero) Libre Ronda 14 [Dic 29, 1985] Huracán (Tres Arroyos) 0-0 Estudiantes (Olavarría) Maipú (Zárate) 0-1 Acerías Bragado (Bragado) Sportivo Baradero (Baradero) 1-2 Rivadavia (Lincoln) FC E.Bunge (General Villegas) Libre |

| Tabla de Posiciones Grupo A         |    |    |    |    |    |    |     |     |
| Equipo                              | PJ | PG | PE | PP | PF | GC | Dif | Pts |
| Estudiantes (Olavarría)             | 12 | 9  | 1  | 2  | 19 | 7  | 12  | 19  |
| Rivadavia (Lincoln (Argentina))     | 12 | 6  | 4  | 2  | 17 | 8  | 9   | 16  |
| Acería Bragado (Bragado)            | 12 | 4  | 5  | 3  | 15 | 13 | 2   | 13  |
| Huracán (Tres Arroyos)              | 12 | 2  | 7  | 3  | 17 | 19 | -2  | 11  |
| Fútbol Club Bunge (Emilio V. Bunge) | 12 | 3  | 4  | 5  | 11 | 16 | -5  | 10  |
| Sportivo Baradero (Baradero)        | 12 | 3  | 3  | 6  | 12 | 16 | -4  | 9   |
| Maipú (Zárate)                      | 12 | 1  | 4  | 7  | 7  | 18 | -11 | 6   |

| Clasificado a la siguiente fase |

### Zona Sur

#### Grupo A
| Tabla de Posiciones Grupo A               |    |    |    |    |    |    |     |     |
| Equipo                                    | PJ | PG | PE | PP | PF | GC | Dif | Pts |
| Huracán (Comodoro Rivadavia)              | 6  | 5  | 0  | 1  | 12 | 3  | 9   | 10  |
| Bancruz (Río Gallegos)                    | 6  | 4  | 0  | 2  | 10 | 5  | 5   | 8   |
| Ferrocarriles del Estado (Puerto Deseado) | 6  | 1  | 1  | 4  | 5  | 11 | -6  | 3   |
| Atlético (Río Grande)                     | 6  | 1  | 1  | 4  | 5  | 11 | -6  | 3   |

| Clasificado a la siguiente fase |

| Fecha 1                       | Fecha 1   | Fecha 1      | Fecha 1         |
| Local                         | Resultado | Visitante    | Fecha           |
| ----------------------------- | --------- | ------------ | --------------- |
| Atl. Río Grande               | 1 - 2     | Bancruz      | 17 de noviembre |
| Ferrocarriles del Estado (PD) | 1 - 2     | Huracán (CR) | 17 de noviembre |

| Fecha 2      | Fecha 2   | Fecha 2                       | Fecha 2         |
| Local        | Resultado | Visitante                     | Fecha           |
| ------------ | --------- | ----------------------------- | --------------- |
| Huracán (CR) | 2 - 0     | Atl. Río Grande               | 24 de noviembre |
| Bancruz      | 2 - 0     | Ferrocarriles del Estado (PD) | 24 de noviembre |

| Fecha 3         | Fecha 3   | Fecha 3                       | Fecha 3        |
| Local           | Resultado | Visitante                     | Fecha          |
| --------------- | --------- | ----------------------------- | -------------- |
| Atl. Río Grande | 1 - 0     | Ferrocarriles del Estado (PD) | 1 de diciembre |
| Huracán (CR)    | 2 - 0     | Bancruz                       | 1 de diciembre |

| Fecha 4      | Fecha 4   | Fecha 4                       | Fecha 4        |
| Local        | Resultado | Visitante                     | Fecha          |
| ------------ | --------- | ----------------------------- | -------------- |
| Bancruz      | 2 - 0     | Atl. Río Grande               | 8 de diciembre |
| Huracán (CR) | 3 - 0     | Ferrocarriles del Estado (PD) | 8 de diciembre |

| Fecha 5                       | Fecha 5   | Fecha 5      | Fecha 5         |
| Local                         | Resultado | Visitante    | Fecha           |
| ----------------------------- | --------- | ------------ | --------------- |
| Río Grande                    | 0 - 2     | Huracán (CR) | 15 de diciembre |
| Ferrocarriles del Estado (PD) | 1 - 0     | Bancruz      | 15 de diciembre |

| Fecha 6                       | Fecha 6   | Fecha 6      | Fecha 6         |
| Local                         | Resultado | Visitante    | Fecha           |
| ----------------------------- | --------- | ------------ | --------------- |
| Ferrocarriles del Estado (PD) | 3 - 3     | Río Grande   | 22 de diciembre |
| Bancruz                       | 2 - 1     | Huracán (CR) | 22 de diciembre |

#### Grupo B-C
| Ronda 1 [Oct 27, 1985] El Ciclón (Viedma) 0-0 Racing (Trelew) Alianza (Cutral Có) 0-0 Boca Juniors (Bariloche) Cipolletti (Río Negro) Libre Ronda 2 [Nov 3, 1985] Boca Juniors (Bariloche) 2-0 El Ciclón (Viedma) Racing (Trelew) 2-0 Cipolletti (Río Negro) Alianza (Cutral Có) Libre Ronda 3 [Nov 10, 1985] Cipolletti (Río Negro) 5-0 Boca Juniors (Bariloche) El Ciclón (Viedma) 0-1 Alianza (Cutral Có) Racing (Trelew) Libre Ronda 4 [Nov 17, 1985] Alianza (Cutral Có) 1-1 Cipolletti (Río Negro) Boca Juniors (Bariloche) 2-3 Racing (Trelew) El Ciclón (Viedma) Libre Ronda 5 [Nov 24, 1985] Racing (Trelew) 1-2 Alianza (Cutral Có) El Ciclón (Viedma) 0-1 Cipolletti (Río Negro) Boca Juniors (Bariloche) Libre | Ronda 6 [Dic 1, 1985] Racing (Trelew) 1-0 El Ciclón (Viedma) Boca Juniors (Bariloche) 1-1 Alianza (Cutral Có) Cipolletti (Río Negro) Libre Ronda 7 [Dic 8, 1985] El Ciclón (Viedma) 3-1 Boca Juniors (Bariloche) Cipolletti (Río Negro) 2-1 Racing (Trelew) Alianza (Cutral Có) Libre Ronda 8 [Dic 15, 1985] Boca Juniors (Bariloche) 0-5 Cipolletti (Río Negro) Alianza (Cutral Có) 5-0 El Ciclón (Viedma) Racing (Trelew) Libre Ronda 9 [Dic 22, 1985] Cipolletti (Río Negro) 3-1 Alianza (Cutral Có) Racing (Trelew) 3-1 Boca Juniors (Bariloche) El Ciclón (Viedma) Libre Ronda 10 [Dic 29, 1985] Alianza (Cutral Có) 2-1 Racing (Trelew) El Ciclón (Viedma) 0-1 Cipolletti (Río Negro) Boca Juniors (Bariloche) Libre |

| Tabla de Posiciones Grupo B-C |    |    |    |    |    |    |     |     |
| Equipo                        | PJ | PG | PE | PP | PF | GC | Dif | Pts |
| Cipolletti (Cipolletti)       | 8  | 6  | 1  | 1  | 23 | 5  | 18  | 13  |
| Alianza (Cutral Có)           | 8  | 4  | 3  | 1  | 13 | 7  | 6   | 11  |
| Racing (Trelew)               | 8  | 4  | 1  | 3  | 12 | 9  | 3   | 9   |
| Boca Juniors (Bariloche)      | 8  | 1  | 2  | 5  | 7  | 20 | -13 | 4   |
| El Ciclón (Viedma)            | 8  | 1  | 1  | 6  | 3  | 17 | -14 | 3   |

| Clasificado a la siguiente fase |

#### Grupo D
| Ronda 1 [Nov 10, 1985] Pico FC (General Pico) 1-1 All Boys (Santa Rosa) Alianza Futbolística (VM) 1-0 Juventud Unida Universitario (San Luis) Ronda 2 [Nov 17, 1985] Juv.Unida Universitario (SL) 0-0 Pico FC (General Pico) All Boys (Santa Rosa) 0-0 Alianza Futbolística (Villa Mercedes) Ronda 3 [Nov 24, 1985] Pico FC (General Pico) 1-0 Alianza Futbolística (Villa Mercedes) Juv.Unida Universitario (SL) 1-0 All Boys (Santa Rosa) | Ronda 4 [Dic 1, 1985] All Boys (Santa Rosa) 1-1 Pico FC (General Pico) Juv.Unida Universitario (SL) 2-0 Alianza Futbolística (Villa Mercedes) Ronda 5 [Dic 8, 1985] Pico FC (General Pico) 2-0 Juventud Unida Universitario (San Luis) Alianza Futbolística (VM) 2-4 All Boys (Santa Rosa) Ronda 6 [Dic 22, 1985] Alianza Futbolística (VM) 0-1 Pico FC (General Pico) All Boys (Santa Rosa) 1-1 Juventud Unida Universitario (San Luis) |

| Tabla de Posiciones Grupo D             |    |    |    |    |    |    |     |     |
| Equipo                                  | PJ | PG | PE | PP | PF | GC | Dif | Pts |
| Pico Football Club (General Pico)       | 6  | 3  | 3  | 0  | 6  | 2  | 4   | 9   |
| All Boys (Santa Rosa)                   | 6  | 1  | 4  | 1  | 7  | 6  | 1   | 6   |
| Juventud Unida Universitario (San Luis) | 6  | 2  | 2  | 2  | 4  | 4  | 0   | 6   |
| Alianza Futbolística (Villa Mercedes)   | 6  | 1  | 1  | 4  | 3  | 8  | -5  | 3   |

| Clasificado a la siguiente fase |

## Segunda fase

### Zona Noreste

#### Resultados
| Ronda 1 [Ene 12, 1986] Guaraní A.Franco (Posadas) 2-1 Mandiyú (Corrientes) Libertad (Las Breñas) 1-1 Vialidad Provincial (Formosa) Ronda 2 [Ene 19, 1986] Vialidad Provincial (Formosa) 0-4 Guaraní A.Franco (Posadas) Mandiyú (Corrientes) 1-0 Libertad (Las Breñas) Ronda 3 [Ene 26, 1986] Guaraní A.Franco (Posadas) 3-0 Libertad (Las Breñas) Vialidad Provincial (Formosa) 1-1 Mandiyú (Corrientes) | Ronda 4 [Feb 2, 1986] Mandiyú (Corrientes) 2-0 Guaraní A.Franco (Posadas) Vialidad Provincial (Formosa) 3-0 Libertad (Las Breñas) Ronda 5 [Feb 9, 1986] Guaraní A.Franco (Posadas) 3-1 Vialidad Provincial (Formosa) Libertad (Las Breñas) 0-1 Mandiyú (Corrientes) Ronda 6 [Feb 16, 1986] Libertad (Las Breñas) 2-3 Guaraní A.Franco (Posadas) Mandiyú (Corrientes) 3-0 Vialidad Provincial (Formosa) |

| Pos. | Equipo                 | Pts. | PJ | PG | PE | PP | GF | GC | Dif. |
| ---- | ---------------------- | ---- | -- | -- | -- | -- | -- | -- | ---- |
| 1.º  | Guaraní Antonio Franco | 10   | 6  | 5  | 0  | 1  | 15 | 6  | 9    |
| 2.º  | Mandiyú                | 9    | 6  | 4  | 1  | 1  | 9  | 3  | 6    |
| 3.º  | Vialidad Provincial    | 4    | 6  | 1  | 2  | 3  | 6  | 12 | −6   |
| 4.º  | Libertad (Las Breñas)  | 1    | 6  | 0  | 1  | 5  | 3  | 12 | −9   |

|  | Clasificó a la Tercera fase y a la Liguilla pre-Libertadores 1986. |

### Zona Noroeste

#### Resultados
| Ronda 1 [Ene 12, 1986] Concepción FC (Tucumán) 3-1 Central Norte (Salta) Gimnasia y Esgrima (Jujuy) 3-1 San Martín (Tucumán) Ronda 2 [Ene 19, 1986] San Martín (Tucumán) 0-1 Concepción FC (Tucumán) Central Norte (Salta) 1-1 Gimnasia y Esgrima (Jujuy) Ronda 3 [Ene 26, 1986] Concepción FC (Tucumán) 0-0 Gimnasia y Esgrima (Jujuy) San Martín (Tucumán) 2-2 Central Norte (Salta) | Ronda 4 [Feb 2, 1986] Central Norte (Salta) 0-1 Concepción FC (Tucumán) San Martín (Tucumán) 1-0 Gimnasia y Esgrima (Jujuy) Ronda 5 [Feb 9, 1986] Concepción FC (Tucumán) 2-2 San Martín (Tucumán) Gimnasia y Esgrima (Jujuy) 1-0 Central Norte (Salta) Ronda 6 [Feb 16, 1986] Gimnasia y Esgrima (Jujuy) 0-1 Concepción FC (Tucumán) Central Norte (Salta) 1-3 San Martín (Tucumán) |

| Pos. | Equipo                     | Pts. | PJ | PG | PE | PP | GF | GC | Dif. |
| ---- | -------------------------- | ---- | -- | -- | -- | -- | -- | -- | ---- |
| 1.º  | Concepción FC              | 10   | 6  | 4  | 2  | 0  | 8  | 3  | 5    |
| 2.º  | Gimnasia y Esgrima (Jujuy) | 6    | 6  | 2  | 2  | 2  | 5  | 4  | 1    |
| 3.º  | San Martín (Tucumán)       | 6    | 6  | 2  | 2  | 2  | 9  | 9  | 0    |
| 4.º  | Central Norte              | 2    | 6  | 0  | 2  | 4  | 5  | 11 | −6   |

|  | Clasificó a la Tercera fase y a la Liguilla pre-Libertadores 1986. |

### Zona Oeste

#### Resultados
| Ronda 1 [Ene 12, 1986] Atlético Argentino (Mendoza) 2-0 Deportivo Maipú (Mendoza) Atlético Güemes (SdEstero) 2-0 Atlético de la Juventud Alianza (San Juan) Ronda 2 [Ene 19] Deportivo Maipú (Mendoza) 2-2 Atlético Güemes (Santiago del Estero) Atl.de la Juventud Alianza (SJ) 2-1 Atlético Argentino (Mendoza) Ronda 3 [Ene 26] Atl.de la Juventud Alianza (SJ) 1-1 Deportivo Maipú (Mendoza) Atlético Argentino (Mendoza) 2-0 Atlético Güemes (Santiago del Estero) | Ronda 4 [Feb 2] Deportivo Maipú (Mendoza) 1-1 Atlético Argentino (Mendoza) Atl.de la Juventud Alianza (SJ) 0-1 Atlético Güemes (Santiago del Estero) Ronda 5 [Feb 9] Atlético Güemes (SdEstero) 1-0 Deportivo Maipú (Mendoza) Atlético Argentino (Mendoza) 1-2 Atlético de la Juventud Alianza (San Juan) Ronda 6 [Feb 16] Deportivo Maipú (Mendoza) 1-3 Atlético de la Juventud Alianza (San Juan) Atlético Güemes (SdEstero) 1-0 Atlético Argentino (Mendoza) |

| Pos. | Equipo                       | Pts. | PJ | PG | PE | PP | GF | GC | Dif. |
| ---- | ---------------------------- | ---- | -- | -- | -- | -- | -- | -- | ---- |
| 1.º  | Güemes (Santiago del Estero) | 9    | 6  | 4  | 1  | 1  | 7  | 4  | 3    |
| 2.º  | Juventud Alianza             | 7    | 6  | 3  | 1  | 2  | 8  | 7  | 1    |
| 3.º  | Argentino (Mendoza)          | 5    | 6  | 2  | 1  | 3  | 7  | 6  | 1    |
| 4.º  | Maipú                        | 3    | 6  | 0  | 3  | 3  | 5  | 8  | −3   |

|  | Clasificó a la Tercera fase y a la Liguilla pre-Libertadores 1986. |

### Zona Centro

#### Resultados
| Ronda 1 [Ene 12, 1986] Unión San Vicente (Córdoba) 2-2 Belgrano (Córdoba) Belgrano (Paraná) 2-1 Sportivo Norte (Rafaela) Ronda 2 [Ene 19, 1986] Belgrano (Córdoba) 4-4 Belgrano (Paraná) Sportivo Norte (Rafaela) 2-1 Unión San Vicente (Córdoba) Ronda 3 [Ene 26, 1986] Unión San Vicente (Córdoba) 2-2 Belgrano (Paraná) Sportivo Norte (Rafaela) 1-2 Belgrano (Córdoba) | Ronda 4 [Feb 2, 1986] Belgrano (Córdoba) 2-1 Unión San Vicente (Córdoba) Sportivo Norte (Rafaela) 2-3 Belgrano (Paraná) Ronda 5 [Feb 9, 1986] Belgrano (Paraná) 0-2 Belgrano (Córdoba) Unión San Vicente (Córdoba) 3-0 Sportivo Norte (Rafaela) Ronda 6 [Feb 16, 1986] Belgrano (Paraná) 6-2 Unión San Vicente (Córdoba) Belgrano (Córdoba) 2-1 Sportivo Norte (Rafaela) |

| Pos. | Equipo             | Pts. | PJ | PG | PE | PP | GF | GC | Dif. |
| ---- | ------------------ | ---- | -- | -- | -- | -- | -- | -- | ---- |
| 1.º  | Belgrano (Córdoba) | 10   | 6  | 4  | 2  | 0  | 14 | 9  | 5    |
| 2.º  | Belgrano (Paraná)  | 8    | 6  | 3  | 2  | 1  | 17 | 13 | 4    |
| 3.º  | Unión San Vicente  | 4    | 6  | 1  | 2  | 3  | 11 | 14 | −3   |
| 4.º  | Sportivo Norte     | 2    | 6  | 1  | 0  | 5  | 7  | 13 | −6   |

|  | Clasificó a la Tercera fase y a la Liguilla pre-Libertadores 1986. |

### Zona Este

#### Resultados
| Ronda 1 [Ene 12, 1986] Olimpo (Bahía Blanca) 2-1 Estudiantes (Olavarría) Ferro Carril Oeste (T.Lauquen) 1-1 Defensores de Belgrano (San Nicolás) Ronda 2 [Ene 19, 1986] Defensores de Belgrano (SN) 1-1 Olimpo (Bahía Blanca) Estudiantes (Olavarría) 2-0 Ferro Carril Oeste (Trenque Lauquen) Ronda 3 [Ene 26, 1986] Olimpo (Bahía Blanca) 2-0 Ferro Carril Oeste (Trenque Lauquen) Defensores de Belgrano (SN) 2-1 Estudiantes (Olavarría) | Ronda 4 [Feb 2, 1986] Estudiantes (Olavarría) 0-0 Olimpo (Bahía Blanca) Defensores de Belgrano (SN) 3-2 Ferro Carril Oeste (Trenque Lauquen) Ronda 5 [Feb 9, 1986] Olimpo (Bahía Blanca) 2-0 Defensores de Belgrano (San Nicolás) Ferro Carril Oeste (T.Lauquen) 1-0 Estudiantes (Olavarría) Ronda 6 [Feb 16, 1986] Ferro Carril Oeste (T.Lauquen) 2-4 Olimpo (Bahía Blanca) Estudiantes (Olavarría) 2-4 Defensores de Belgrano (San Nicolás) |

| Pos. | Equipo                         | Pts. | PJ | PG | PE | PP | GF | GC | Dif. |
| ---- | ------------------------------ | ---- | -- | -- | -- | -- | -- | -- | ---- |
| 1.º  | Olimpo                         | 10   | 6  | 4  | 2  | 0  | 11 | 4  | 7    |
| 2.º  | Defensores de Belgrano (SN)    | 8    | 6  | 3  | 2  | 1  | 11 | 9  | 2    |
| 3.º  | Estudiantes (Olavarría)        | 3    | 6  | 1  | 1  | 4  | 6  | 9  | −3   |
| 4.º  | Ferro Carril Oeste (T.Lauquen) | 3    | 6  | 1  | 1  | 4  | 6  | 12 | −6   |

|  | Clasificó a la Tercera fase y a la Liguilla pre-Libertadores 1986. |

### Zona Sur

#### Resultados
| Ronda 1 [Ene 12, 1986] Pico FC (General Pico) 1-2 Cipolletti (Río Negro) Alianza (Cutral Có) 1-0 Huracán (Comodoro Rivadavia) Ronda 2 [Ene 19, 1986] Huracán (Comodoro Rivadavia) 2-1 Pico FC (General Pico) Cipolletti (Río Negro) 1-1 Alianza (Cutral Có) Ronda 3 [Ene 26, 1986] Huracán (Comodoro Rivadavia) 1-0 Cipolletti (Río Negro) Pico FC (General Pico) 0-0 Alianza (Cutral Có) | Ronda 4 [Feb 2, 1986] Cipolletti (Río Negro) 3-0 Pico FC (General Pico) Huracán (Comodoro Rivadavia) 2-0 Alianza (Cutral Có) Ronda 5 [Feb 9, 1986] Pico FC (General Pico) 2-1 Huracán (Comodoro Rivadavia) Alianza (Cutral Có) 3-0 Cipolletti (Río Negro) Ronda 6 [Feb 16, 1986] Cipolletti (Río Negro) 2-1 Huracán (Comodoro Rivadavia) Alianza (Cutral Có) 3-2 Pico FC (General Pico) |

| Pos. | Equipo                       | Pts. | PJ | PG | PE | PP | GF | GC | Dif. |
| ---- | ---------------------------- | ---- | -- | -- | -- | -- | -- | -- | ---- |
| 1.º  | Alianza (Cutral Có)          | 8    | 6  | 3  | 2  | 1  | 8  | 5  | 3    |
| 2.º  | Cipolletti                   | 7    | 6  | 3  | 1  | 2  | 8  | 7  | 1    |
| 3.º  | Huracán (Comodoro Rivadavia) | 6    | 6  | 3  | 0  | 3  | 7  | 6  | 1    |
| 4.º  | Pico FC (General Pico)       | 3    | 6  | 1  | 1  | 4  | 6  | 11 | −5   |

|  | Clasificó a la Tercera fase y a la Liguilla pre-Libertadores 1986. |

## Tercera Fase
Los primeros de cada grupo clasificaron a la final.

### Grupo A
| Pos. | Equipo                  | Pts. | PJ | PG | PE | PP | GF | GC | Dif. |
| ---- | ----------------------- | ---- | -- | -- | -- | -- | -- | -- | ---- |
| 1.º  | Belgrano (Córdoba)      | 7    | 4  | 3  | 1  | 0  | 15 | 2  | 13   |
| 2.º  | Alianza (Cutral Có)     | 3    | 4  | 1  | 1  | 2  | 3  | 11 | −8   |
| 3.º  | Concepción FC (Tucumán) | 2    | 4  | 1  | 0  | 3  | 6  | 10 | −4   |

|  | Clasificó a la final. |

#### Resultados
| Partido 1               | Partido 1 | Partido 1           | Partido 1          | Partido 1     | Partido 1 |
| Equipo 1                | Resultado | Equipo 2            | Equipo Libre       | Fecha         |           |
| ----------------------- | --------- | ------------------- | ------------------ | ------------- | --------- |
| Concepción FC (Tucumán) | 3 - 1     | Alianza (Cutral Có) | Belgrano (Córdoba) | 23 de febrero |           |

| Partido 2          | Partido 2 | Partido 2               | Partido 2           | Partido 2  | Partido 2 |
| Equipo 1           | Resultado | Equipo 2                | Equipo Libre        | Fecha      |           |
| ------------------ | --------- | ----------------------- | ------------------- | ---------- | --------- |
| Belgrano (Córdoba) | 5 - 2     | Concepción FC (Tucumán) | Alianza (Cutral Có) | 2 de marzo |           |

| Partido 3           | Partido 3 | Partido 3          | Partido 3               | Partido 3  | Partido 3 |
| Equipo 1            | Resultado | Equipo 2           | Equipo Libre            | Fecha      |           |
| ------------------- | --------- | ------------------ | ----------------------- | ---------- | --------- |
| Alianza (Cutral Có) | 0 - 0     | Belgrano (Córdoba) | Concepción FC (Tucumán) | 9 de marzo |           |

| Partido 4           | Partido 4 | Partido 4               | Partido 4          | Partido 4   | Partido 4 |
| Equipo 1            | Resultado | Equipo 2                | Equipo Libre       | Fecha       |           |
| ------------------- | --------- | ----------------------- | ------------------ | ----------- | --------- |
| Alianza (Cutral Có) | 2 - 1     | Concepción FC (Tucumán) | Belgrano (Córdoba) | 16 de marzo |           |

| Partido 5               | Partido 5 | Partido 5          | Partido 5           | Partido 5   | Partido 5 |
| Equipo 1                | Resultado | Equipo 2           | Equipo Libre        | Fecha       |           |
| ----------------------- | --------- | ------------------ | ------------------- | ----------- | --------- |
| Concepción FC (Tucumán) | 0 - 3     | Belgrano (Córdoba) | Alianza (Cutral Có) | 23 de marzo |           |

| Partido 6          | Partido 6 | Partido 6           | Partido 6               | Partido 6  | Partido 6 |
| Equipo 1           | Resultado | Equipo 2            | Equipo Libre            | Fecha      |           |
| ------------------ | --------- | ------------------- | ----------------------- | ---------- | --------- |
| Belgrano (Córdoba) | 7 - 0     | Alianza (Cutral Có) | Concepción FC (Tucumán) | 6 de abril |           |

### Grupo B
| Pos. | Equipo                     | Pts. | PJ | PG | PE | PP | GF | GC | Dif. |
| ---- | -------------------------- | ---- | -- | -- | -- | -- | -- | -- | ---- |
| 1.º  | Olimpo (Bahía Blanca)      | 6    | 4  | 3  | 0  | 1  | 6  | 2  | 4    |
| 2.º  | Guaraní A.Franco (Posadas) | 4    | 4  | 2  | 0  | 2  | 8  | 7  | 1    |
| 3.º  | Atlético Güemes (SdEstero) | 2    | 4  | 1  | 0  | 3  | 3  | 8  | −5   |

|  | Clasificó a la final. |

#### Resultados
| Partido 1             | Partido 1 | Partido 1                  | Partido 1        | Partido 1     | Partido 1 |
| Equipo 1              | Resultado | Equipo 2                   | Equipo Libre     | Fecha         |           |
| --------------------- | --------- | -------------------------- | ---------------- | ------------- | --------- |
| Olimpo (Bahía Blanca) | 1 - 0     | Atlético Güemes (SdEstero) | Guaraní A.Franco | 23 de febrero |           |

| Partido 2        | Partido 2 | Partido 2             | Partido 2                  | Partido 2  | Partido 2 |
| Equipo 1         | Resultado | Equipo 2              | Equipo Libre               | Fecha      |           |
| ---------------- | --------- | --------------------- | -------------------------- | ---------- | --------- |
| Guaraní A.Franco | 2 - 1     | Olimpo (Bahía Blanca) | Atlético Güemes (SdEstero) | 2 de marzo |           |

| Partido 3       | Partido 3 | Partido 3        | Partido 3             | Partido 3  | Partido 3 |
| Equipo 1        | Resultado | Equipo 2         | Equipo Libre          | Fecha      |           |
| --------------- | --------- | ---------------- | --------------------- | ---------- | --------- |
| Atlético Güemes | 2 - 0     | Guaraní A.Franco | Olimpo (Bahía Blanca) | 9 de marzo |           |

| Partido 4                  | Partido 4 | Partido 4             | Partido 4        | Partido 4   | Partido 4 |
| Equipo 1                   | Resultado | Equipo 2              | Equipo Libre     | Fecha       |           |
| -------------------------- | --------- | --------------------- | ---------------- | ----------- | --------- |
| Atlético Güemes (SdEstero) | 0 - 1     | Olimpo (Bahía Blanca) | Guaraní A.Franco | 16 de marzo |           |

| Partido 5             | Partido 5 | Partido 5        | Partido 5                  | Partido 5   | Partido 5 |
| Equipo 1              | Resultado | Equipo 2         | Equipo Libre               | Fecha       |           |
| --------------------- | --------- | ---------------- | -------------------------- | ----------- | --------- |
| Olimpo (Bahía Blanca) | 3 - 0     | Guaraní A.Franco | Atlético Güemes (SdEstero) | 23 de marzo |           |

| Partido 6        | Partido 6 | Partido 6                  | Partido 6             | Partido 6  | Partido 6 |
| Equipo 1         | Resultado | Equipo 2                   | Equipo Libre          | Fecha      |           |
| ---------------- | --------- | -------------------------- | --------------------- | ---------- | --------- |
| Guaraní A.Franco | 6 - 1     | Atlético Güemes (SdEstero) | Olimpo (Bahía Blanca) | 6 de abril |           |

## Final
La disputaron los ganadores de ambos grupos, Belgrano, del grupo A, y Olimpo, del grupo B.
| Partido de ida | Partido de ida | Partido de ida | Partido de ida             | Partido de ida | Partido de ida |
| Equipo 1       | Resultado      | Equipo 2       | Estadio                    | Fecha          |                |
| -------------- | -------------- | -------------- | -------------------------- | -------------- | -------------- |
| Olimpo         | 1 - 3          | Belgrano       | Roberto Natalio Carminatti | 13 de abril    |                |

| Partido de vuelta | Partido de vuelta | Partido de vuelta | Partido de vuelta  | Partido de vuelta | Partido de vuelta |
| Equipo 1          | Resultado         | Equipo 2          | Estadio            | Fecha             |                   |
| ----------------- | ----------------- | ----------------- | ------------------ | ----------------- | ----------------- |
| Belgrano          | 3 - 2             | Olimpo            | Gigante de Alberdi | 20 de abril       |                   |

|                              |
|                              |
| Campeón Belgrano 1.er título |